# Гайворонский спецкарьер
Гайворонский спецкарьер (укр. Гайворонський спецкар'єр) — промышленное предприятие в городе Гайворон Кировоградской области Украины.

## История
Гранитный карьер для разработки Гайворонского месторождения мигматитов и гранитов был создан в 1935—1938 годы в соответствии со вторым пятилетним планом развития народного хозяйства СССР на юго-восточной окраине города Гайворон, у места впадения речки Ташлык в реку Южный Буг.
Добытый здесь гранит использовался при строительстве московского метрополитена.
После начала Великой Отечественной войны карьер остановил деятельность. Во время немецкой оккупации города (29 июля 1941 -— 11 марта 1944) оборудование карьера было демонтировано и вывезено в нацистскую Германию.
Вскоре после окончания боевых действий карьер возобновил работу.
С целью увеличения мощностей предприятия по производству щебня и гравия, в соответствии с 12-м пятилетним планом развития народного хозяйства СССР (1986—1990 гг.) в октябре 1986 года Совет министров УССР утвердил решение о техническом перевооружении карьера в 1986—1988 гг..
В советское время карьер являлся одним из крупнейших предприятий города.
В мае 1995 года Кабинет министров Украины утвердил решение о приватизации Гайворонского спецкарьера, после чего государственное предприятие было преобразовано в открытое акционерное общество.
В 2013 году карьер произвёл 640,9 тыс. м³ щебня, камня и гравия, в 2014 году - 601,9 тыс. м³.

## Современное состояние
Карьер производит нерудные строительные материалы: бутовый камень, гравий и щебень различных фракций.